# جيم براون
جيمس براون (بالإنجليزية: James Brown)‏ الشهير باسم جيم براون (بالإنجليزية: Jim Brown)‏ (31 ديسمبر 1908 في كيلمارنوك، اسكتلندا – 9 نوفمبر 1994 في بيركيلي هايتز، الولايات المتحدة) لاعب كرة قدم أمريكي راحل كان يجيد اللعب في مركز الجناح . مثل منتخب الولايات المتحدة في بطولة كأس العالم لكرة القدم 1930 التي أقيمت في الأوروغواي واستطاع أن يسجل هدف منتخب بلاده الوحيد في الدور النصف النهائي في المباراة التي خسرها من منتخب الأرجنتين 1-6 . في سنة 1932 انتقل إلى إنجلترا ولعب في عدة أندية منها مانشستر يونايتد وتوتنهام هوتسبر حتى اعتزاله في سنة 1952 .

## وصلات خارجية
- جيم براون على موقع الاتحاد الدولي (مؤرشف)  (الإنجليزية)
- جيم براون على موقع قاعدة بيانات كرة القدم.إي يو (الإنجليزية)
- جيم براون على موقع ناشيونال فوتبول تيمز (الإنجليزية)

- هذا متحف كرة القدم